# Pino & gli anticorpi

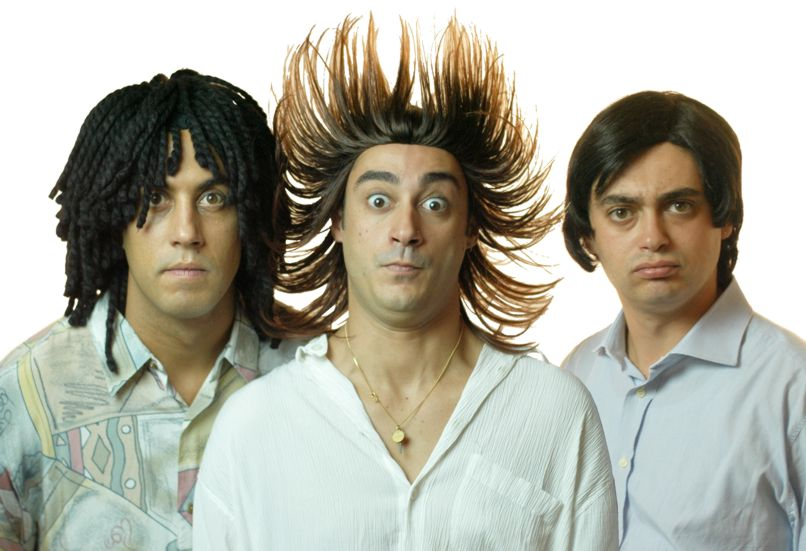
Pino & gli anticorpi nella formazione originale; da sinistra: Roberto Fara (Melchiorre), Michele Manca (Pino La Lavatrice) e Stefano Manca

Pino e gli anticorpi è un duo comico italiano composto dai fratelli Michele (26 settembre 1975) e Stefano Manca (29 agosto 1972), tutti e due nati a Sassari. Fino al 2014 erano un trio grazie alla presenza di Roberto Fara (25 agosto 1973), staccatosi per intraprendere la carriera da attore in proprio.
Il nome del gruppo deriva dal personaggio "Pino La Lavatrice" (nome però soggetto a numerose varianti), interpretato da Michele, "giovanotto" svagato e spensierato nonché fumatore di cannabis alle prese, in ambiti sempre diversi, con un saccente datore di lavoro, interpretato da Stefano, che lo mette verbalmente alla prova.

## Carriera
Il trio iniziò a esibirsi nel 1994 e dopo una lunga gavetta con spettacoli in teatri, locali e piazze sarde, con qualche apparizione nelle tv locali, nel 2001 riuscirono ad ottenere un'occasione a livello nazionale. Michele infatti partecipò a sette puntate di Scherzi a parte come attore negli scherzi (in particolare quello a Michele Cucuzza, Pino Insegno, Stefano Bettarini, Elisabetta Canalis, Sean Kanan ed Arrigo Sacchi) e fu poi raggiunto dagli altri due membri del gruppo.
Dal 2005 al 2009 hanno fatto parte del cast di Colorado Cafè, dove interpretavano tra le altre cose un surreale teatrino di "marionette umane", ottenendo un buon successo di pubblico. Nel 2010 sono usciti dal cast di Colorado e si esibiscono nelle piazze e teatri con lo spettacolo Collection Vol. 2 (da cui hanno tratto l'omonimo DVD). Nel 2011 tornano a far parte del cast di Colorado che lasciano nuovamente nel 2012. Tornano di nuovo a Colorado nel 2014. Continuano inoltre ad apparire su alcune emittenti locali.
Nel 2010 il trio ha partecipato anche a vari sketch nel programma Disney Sketch Up.
L'11 febbraio 2016 si esibiscono nel corso della terza serata del Festival di Sanremo ottenendo il picco di share. Nello stesso anno debuttano sul grande schermo come protagonisti di Bianco di Babbudoiu, diretto da Igor Biddau.

## Formazione
Michele Manca ha frequentato la Bont's International Clown school di Ibiza insieme al fratello Stefano; nell'anno 2008/2009 ha frequentato la NUCT Scuola di cinema e televisione nel corso di Regia.
Roberto Fara ha anche frequentato l'Accademia del Doppiaggio di Roma nell'anno 2014/2015.

## Filmografia
- Bianco di Babbudoiu, regia di Igor Biddau (2016);
- Come se non ci fosse un domani, regia di Igor Biddau (2019)
- Mollo tutto e apro un chiringuito, regia di Pietro Belfiore, Davide Bonacina, Andrea Fadenti, Andrea Mazzarella e Davide Rossi (2021)

## Televisione
- Colorado (Italia 1, 2009-2019)
- Only Fun – Comico Show (Nove, 2022-2024)